# Michał Czerny-Szwarzenberg
Michał Czerny-Szwarzenberg herbu Nowina (zm. przed 17 września 1697 roku) – kasztelan sądecki w 1694 roku, kasztelan oświęcimski w latach 1685–1694, podstarości i sędzia grodzki krakowski w latach 1678–1682, starosta parnawski, podrządczy krakowski w 1674 roku.
W 1674 roku był elektorem Jana III Sobieskiego z województwa krakowskiego. 5 lipca 1697 roku podpisał w Warszawie obwieszczenie do poparcia wolnej elekcji, które zwoływało szlachtę na zjazd w obronie naruszonych praw Rzeczypospolitej.